# Cesáreo Castro

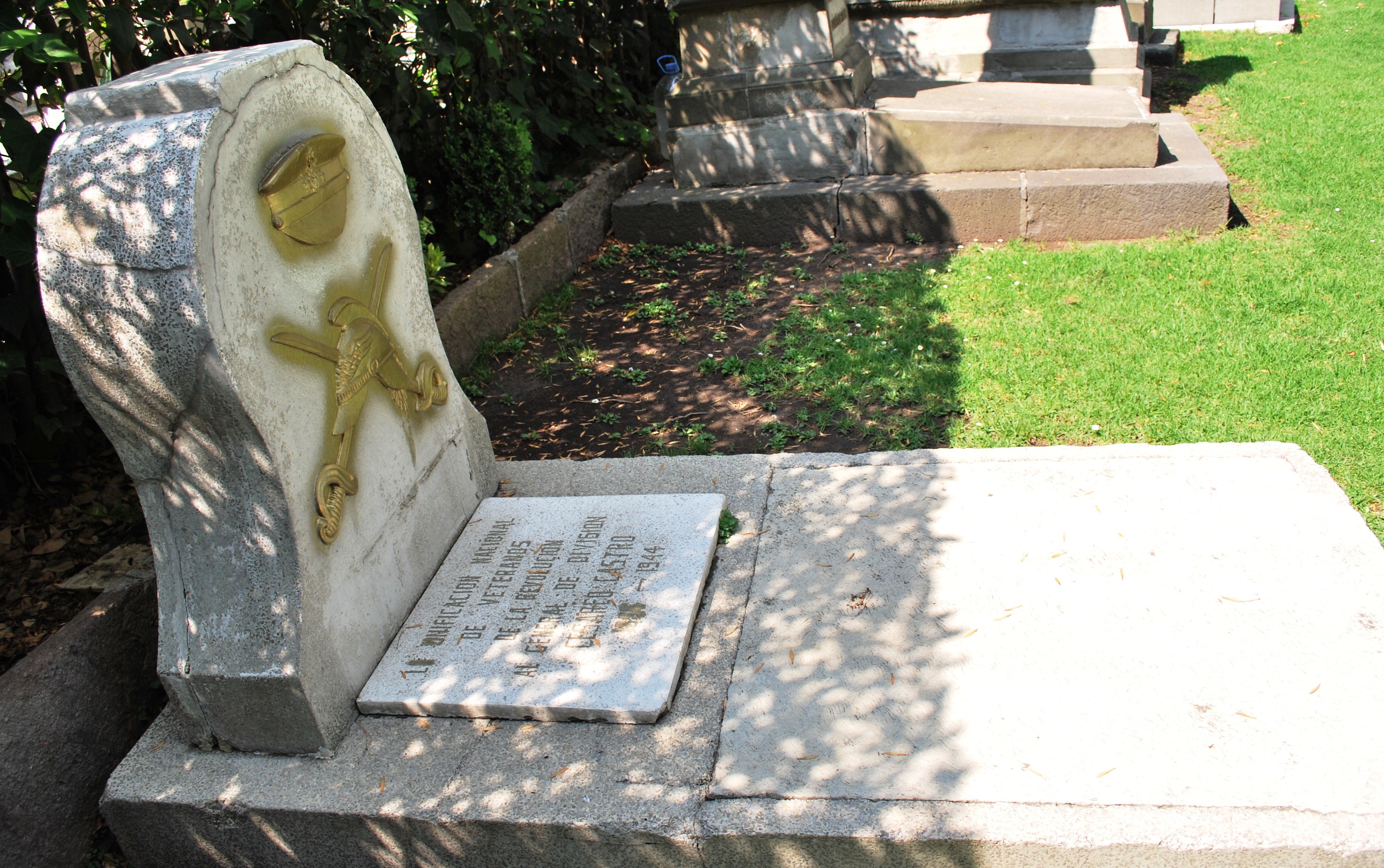
Sepulcro de Cesáreo Castro en la Rotonda de las Personas Ilustres (México).

Cesáreo Castro fue un militar y político mexicano. Fue seguidor de Francisco I. Madero y Venustiano Carranza.

## Maderismo
Nació en Cuatro Ciénegas, Coahuila, en 1856, siendo hijo de Pablo Castro y de Isabel Villarreal, y hermano del también revolucionario Celso Castro. De trayectoria oposicionista, desde un principio se afilió al movimiento maderista, y asistió como delegado a la Convención del Partido Nacional Antirreeleccionista en abril de 1910, al cual se afilió. Secundando el Plan de San Luis se levantó en armas el 20 de noviembre de 1910 en su lugar natal. Defendió a Francisco I. Madero ante la escisión de Pascual Orozco y sus fuerzas, con el grado de capitán en las fuerzas irregulares. Al terminar el levantamiento se radicó en Torreón. Estuvo casado con Esperanza Aranda Castillo.

## Constitucionalismo
Por la usurpación de Victoriano Huerta regresó a las armas y fue uno de los firmantes del Plan de Guadalupe, ya con el grado de coronel. Cercano a Venustiano Carranza y a Pablo González Garza, desde entonces fue pieza clave importante del constitucionalismo. Operó en Nuevo León y Tamaulipas. Durante el ataque a Matamoros de junio de 1913, fue ascendido a coronel, comandó al regimiento de los Regionales de Coahuila, con 355 hombres incursionó a la vanguardia tomando la Planta de Luz y Fuerza Motriz. En octubre de 1913 participó en el ataque de Monterrey, aunque no fue nombrado general si no hasta abril de 1914 cuando se logró tomar tan importante plaza. Fungió como mediador ante la agudización del conflicto entre Francisco Villa y Venustiano Carranza en el llamado Pacto de Torreón. Al rompimiento entre ambos bandos permaneció al lado del carrancismo. Participó en la campaña del Bajío contra Francisco Villa, sobresaliendo en los combates de Celaya y León como jefe de las caballerías al mando del general Álvaro Obregón. De 1916 a 1917 fungió como gobernador de Puebla. Posteriormente ocupó diversas jefaturas militares, realizando unas tenazes campañas de pacificación.
Durante la coyuntura de mediados de 1920, que finalizó con el derrocamiento de Venustiano Carranza, y al triunfo del obregonismo emigró a Estados Unidos. Volvió a aparecer en la escena política en 1929, unido al movimiento escobarista. Regresó a la política durante la presidencia de Abelardo L. Rodríguez y fue jefe del Registro Civil. Para 1940 retornó al ejército y dos años más tarde fue ascendido a divisionario. Murió en la Ciudad de México en 1944 y sus restos fueron depositados en la Rotonda de las Personas Ilustres. En la telenovela histórica mexicana de Ernesto Alonso Senda de gloria fue interpretado por el actor César Castro, quien también interpretó a Miguel Alessio Robles y a Sebastián Lerdo de Tejada en la telenovela El vuelo del águila.

## Descendencia
Algunos de sus descendientes siendo hijos con María Cépeda de Anda; Cesáreo Castro Cépeda (Hijo), María de los Ángeles Castro Cépeda (Hija), David Castro Cépeda (Hijo), siendo hijos de Cesáreo Castro Cépeda y Dolores Guerrero Chavéz; Marta Castro Guerrero (Nieta), Silvia Castro Guerrero (Nieta fallecida), Bernardo Castro Guerrero (Nieto), Silvia Castro Guerrero (Nieta fallecida), Marío Castro Guerrero (Nieto), Cesáreo Castro Guerrero (Nieto), Rosario Castro Guerrero (Nieta), Carlos Castro Guerrero (Nieto),  María Fernanda Castro (Bisnieta), Kendor Gregorio Macias Castro (Bisnieto), siendo hijos y nietos de Bernardo Castro Guerrero, Claudia Castro Hoyo (Bisnieta), Patricia Castro Hoyo (Bisnieta), Bernardo Castro Domínguez (Bisnieto), Shazel Livas Castro (Tataranieta), Sandra Lucía Livas Castro (Tataranieta), Ana Lesly Aguilar Castro (Tataranieta), Carlos Alfonso Aguilar Castro (Tataranieto), Luis Alberto Livas Castro (Tataranieto), Anwar Joshua Nájera Livas (Tataratataranieto), siendo hijos con Esperanza Aranda Castillo; Isabel Castro Aranda (hija), Pablo Castro Aranda (Hijo), Hugo Roberto Castro Aranda (Hijo).